# Komori-san wa Kotowarenai!
Komori-san wa Kotowarenai! (小森さんは断れない!?  lit. Komori-san no puede negarse), también conocida como Komori-san Can't Decline en inglés, es una serie de manga yonkoma japonés escrito e ilustrado por Coolkyousinnjya. Ha sido serializada en la revista Manga Time Original de Hōbunsha desde abril de 2012. Una adaptación de la serie a anime por el estudio Artland se emitió del 4 de octubre al 20 de diciembre de 2015.

## Personajes
Shuri Komori (小森 しゅり Komori Shuri?)
 Seiyū: Aya Uchida
Una chica de catorce años que, por alguna razón, no puede rechazar ninguna petición que se le haga. Sus mejores amigas son Megumi y Masako. Se ha insinuado que puede estar un poco enamorada de Kuro.
Megumi Nishitori (西鳥 めぐみ Nishitori Megumi?)
 Seiyū: Ari Ozawa
Amiga de Shuri desde la escuela primaria, que a menudo es perezosa y demasiado dependiente de ella.
Masako Negishi (根岸 まさ子 Negishi Masako?)
 Seiyū: Maria Naganawa
Amiga de Shuri desde la secundaria, que es algo cínica.
Kuro Otani (大谷 九郎 Ōtani Kurō?)
 Seiyū: Reina Takeshita
Un adolescente que se convierte en compañero de clase de Shuri en tercer año. Quiere que se confíe en él, pero a menudo se le ignora.

## Contenido de la obra

### Manga
Komori-san wa Kotowarenai! es escrito e ilustrado por Coolkyousinnjya. Comenzó su serialización en Manga Time Original de Hōbunsha en abril de 2012. Hōbunsha recopila sus capítulos individuales en volúmenes tankōbon. El primer volumen se publicó el 4 de julio de 2013, y hasta el momento se han lanzado diez volúmenes.
| Volúmenes de manga publicados | Volúmenes de manga publicados | Volúmenes de manga publicados |
| Número                        | Fecha de publicación          | ISBN                          |
| ----------------------------- | ----------------------------- | ----------------------------- |
| 1                             | 4 de julio de 2013            | ISBN 978-4-8322-5205-9        |
| 2                             | 7 de enero de 2014            | ISBN 978-4-8322-5259-2        |
| 3                             | 7 de octubre de 2014          | ISBN 978-4-8322-5326-1        |
| 4                             | 7 de octubre de 2015          | ISBN 978-4-8322-5423-7        |
| 5                             | 7 de febrero de 2017          | ISBN 978-4-8322-5558-6        |
| 6                             | 7 de febrero de 2018          | ISBN 978-4-8322-5663-7        |
| 7                             | 7 de noviembre de 2018        | ISBN 978-4-8322-5728-3        |
| 8                             | 6 de febrero de 2020          | ISBN 978-4-8322-5779-5        |
| 9                             | 5 de febrero de 2021          | ISBN 978-4-8322-5818-1        |
| 10                            | 7 de marzo de 2022            | ISBN 978-4-8322-5859-4        |

### Anime
Una adaptación a anime producido por el estudio Artland se emitió del 4 de octubre al 20 de diciembre de 2015. La serie está dirigida por Kenichi Imaizumi y escrita por Yuka Suguro, con diseño de personajes de Yurie Kuniyuki y música de Arte Refact. El tema de apertura es «Toaru Itsumo o» (とあるいつもを?  lit. Una cierta cosa habitual) de Yuuhei Satellite. El anime es licenciado en todo el mundo por Crunchyroll.